# Roberto Cabrejas
Roberto Cabrejas Cuadrado (Rabanera del Pinar, provincia de Burgos, 28 de diciembre de 1952-Barcelona, 4 de julio de 2001) fue un atleta español especializado en el salto de altura, fue 5 veces campeón y plusmarquista de España. 

## Carrera deportiva
Cabrejas, plusmarquista y campeón de España de salto de altura en cinco ocasiones, nació en diciembre de 1952 en la villa burgalesa de Rabanera del Pinar, aunque se estableció siendo muy joven en Andoáin (Guipúzcoa). Allí inició la práctica del atletismo, mostrando un perfil de atleta fuerte y polivalente. Con 24 años, Cabrejas se proclamó campeón de España de decatlón y salto de altura, a partir de ese momento, se convirtió en una figura asidua en el podio de los campeonatos nacionales.
Poco a poco, Cabrejas se especializó en salto de altura, donde conseguiría repetir el título en cuatro ocasiones (1978, 1980, 1982 y 1984). Miembro del equipo nacional absoluto a las órdenes del seleccionador Carlos Gil, Cabrejas rubricó sus mejores años superando el récord de España de la especialidad en cuatro ocasiones: en 1980 (con un marca de 2,23 m), en 1982 dos veces (2,23m y 2,25 m) y 1983 (2,26 m). Sus mejores resultados los consiguió enrolado en las filas del Tolosa CF.
Licenciado en Educación Física por el Instituto Nacional de Educación Física (INEF), fue preparador de atletismo después de retirarse y responsable de saltos del comité técnico de la Federación Catalana de Atletismo. Entre otros, preparó al saltador de longitud, Antonio Corgos y al vallista Carlos Sala.
Falleció en el año 2001 en accidente de tráfico cuando regresaba de ver la reunión atlética de Mataró. Realizó su labor docente en el IFP Torre Roja de Viladecans y en el IES Eduardo Fontserè, entre otros. Prueba de su gran calidad humana y que de con su especial magnetismo no dejaba indiferentes ni a los alumnos ni a profesores es que actualmente el IES Eduardo Fontserè realiza unas jornadas atléticas en su memoria.
El día 16 de agosto de 2010 se inauguró en Rabanera del Pinar, su localidad natal, una calle con su nombre en su memoria. Pocos días antes, el 29 de julio de 2010, el Ayuntamiento de Rabanera del Pinar aprobó por unanimidad dedicar una calle de la villa a su memoria y se inauguró un monumento en su memoria en septiembre de 2011.

## Mejores marcas
- Salto de altura: 2,26 m
- Decatlón: 6876 puntos (tabla de 1985)

## Historial nacional
- Internacional con España
- 5 veces campeón de España de salto de altura al aire libre (1977,78,80,82,84).
- 4 veces campeón de España de salto de altura en pista cubierta (1978,79,82,88)
- Campeón de España de decatlón.
- 2 veces subcampeón de España (1976 y 1979).
- 3 veces tercero en el Campeonato de España (1983, 1987 y 1988).
- Ex plusmarquista de España de salto de altura en 4 ocasiones.

## Historial internacional
- Olímpico en Moscú 1980. Decimosexto en la final.
- Subcampeón de los Campeonatos Iberoaméricanos de Barcelona 1983.